# Skaiwater
Skaiwater is een Britse artiest, bekend om hun eclectische muziekstijl die invloeden uit hiphop, hyperpop, R&B en elektronische muziek combineert. Ze verwierven internationale aandacht met hun virale hit #miles uit 2022, die een groot publiek bereikte op TikTok. Skaiwater staat bekend om hun experimentele benadering van muziek en hun samenwerking met artiesten als Lil Uzi Vert. Skaiwater is geboren als Tyler Ryan Lee Jordan Brooks op 31 augustus 2000. Skaiwater identificeert zich als non-binair en gebruikt geen specifieke voornaamwoorden. Hun genderidentiteit weerspiegelt zich in hun artistieke stijl, waarbij ze spelen met conventies en een unieke esthetiek creëren die niet in één hokje past.

## Doorbraak
Hun grote doorbraak kwam in 2022 met de release van #miles, een speels, uptempo nummer dat viraal ging op TikTok en miljoenen streams verzamelde op Spotify. De mix van pakkende melodieën, energieke productie en ongebruikelijke songstructuur trok de aandacht van zowel mainstream luisteraars als artiesten binnen de alternatieve rap- en hyperpopscene. In interviews en via sociale media hebben ze laten weten dat het loslaten van traditionele genderlabels hen meer vrijheid geeft om zichzelf te zijn, zowel persoonlijk als creatief.

## Gender en creativiteit
Als artiest staat skaiwater bekend om hun innovatieve benadering van muziek, waarbij ze moeiteloos verschillende stijlen en invloeden combineren. Hun non-binaire identiteit weerspiegelt zich in deze veelzijdigheid: ze zien muziek als een open speelveld zonder strikte regels, net zoals ze hun eigen identiteit niet laten beperken door conventionele verwachtingen. Dit komt ook terug in hun visuele stijl en modekeuzes, waarbij ze regelmatig gendernormen doorbreken en experimenteren.
Invloed op de muziekindustrie
Skaiwater's openheid over hun genderidentiteit draagt bij aan een bredere dialoog over inclusiviteit binnen de muziekindustrie. Ze laten zien dat gender niet bepalend hoeft te zijn voor hoe een artiest zich presenteert of wordt ontvangen. Door hun succes en zichtbaarheid inspireren ze anderen om zichzelf te zijn, ongeacht maatschappelijke verwachtingen.